# Amorphophallus palawanensis
Amorphophallus palawanensis är en kallaväxtart som beskrevs av Josef Bogner och Wilbert Leonard Anna Hetterscheid. Amorphophallus palawanensis ingår i släktet Amorphophallus och familjen kallaväxter. Inga underarter finns listade.